# Kong Rong
Kong Rong (153. – 208.) bio je kineski velikodostojnik, pjesnik i gospodar rata iz doba kraja Istočne dinastije Han. Poznat je i kao potomak Konfucija u 20. generaciji. Tijekom karijere služio je kao guverner Kapetanije Beihai (北海, današnji Weifang u Shandong), pa je također poznat kao Kong Beihai. Njegovu vlast je godine 196. prekinula invazija Yuan Tana, zbog čega se sklonio u Xuchangi prešao u službu Cao Caoa, gospodara rata koji je pod svojom kontrolom držao cara Xiana. Zbog sve većeg političkog protivljenja Cao Caou te nakon što ga je u nekoliko navrata javno ponizio, Kong Rong je uhićen i na kraju pogubljen.
Kong Rong je bio poznat po svojoj dosjetljivosti i rafiniranom književnom stilu, zbog čega je postao članom Sedam učenjaka Jian'ana (建安七子), grupe najpoznatijih književnika svog vremena. Najveći dio njegovog opusa je, međutim, izgubljen. Oni koji su dostupni se nalaze u kompilacijama sastavljenim u doba dinastije Ming i dinastije Qing.
4-godišnji Kong Rong je također protagonist poučne priče u kojoj se odriče svojih velikih kruški u korist starije i mlađe braće, a koja je postala dijelom Tri klasika o karakteru, tekstu koji se u Kini koristi za obrazovanje najmlađih od vremena dinastije Song.

## Vanjske poveznice
- The story of Kong Rong from the Association for Asian Research  Arhivirana inačica izvorne stranice od 9. srpnja 2011. (Wayback Machine)